# Alfred Ebenhoch
Alfred Ebenhoch (18. května 1855 Bregenz – 30. ledna 1912 Vídeň) byl rakousko-uherský, respektive předlitavský politik, v letech 1907–1908 ministr zemědělství Předlitavska, předseda Katolické lidové strany, později jeden z hlavních politiků Křesťansko-sociální strany.

## Biografie
Vystudoval právo na Karlo-Ferdinandově univerzitě v Praze a na univerzitě v Innsbrucku. V roce 1881 získal titul doktora práv. Pracoval jako advokát v Linci.
Od roku 1889 zasedal rovněž na hornorakouském zemského sněmu. V období let 1895–1907 zastával post zemského hejtmana Horních Rakous.
Podle některých zdrojů se již v roce 1883 stal taky poslancem Říšské rady (celostátní parlament). Databáze poslanců ho ale ve funkčním období 1879–1885 neuvádí a podle ní nastoupil do vídeňského parlamentu až 6. listopadu 1888 poté, co zemřel poslanec Franz Fischer. Reprezentoval kurii venkovských obcí, obvod Rohrbach, Urfahr atd. v Horních Rakousích. Poslanecký post obhájil za stejný volební obvod i ve volbách do Říšské rady roku 1891. Ve volbách do Říšské rady roku 1897 byl zvolen za všeobecnou kurii, 1. volební obvod: Linec, Urfahr, Freistadt atd. a v parlamentu setrval do konce jeho funkčního období, tedy do roku 1901. Do Říšské rady se vrátil po jisté přestávce 3. března 1903, kdy sem nastoupil za kurii venkovských obcí (obvod Wels, Vöcklabruck, atd.) po doplňovací volbě poté, co zemřel poslanec Josef Wenger.
Vrchol jeho politické kariéry nastal počátkem 20. století, kdy se za vlády Maxe Becka stal dodatečně ministrem zemědělství Předlitavska. Funkci zastával v období 9. listopadu 1907 – 15. listopadu 1908.
Od mládí se politicky profiloval jako katolický konzervativec. Patřil do okruhu Karla Hohenwarta (tzv. Hohenwartův klub, respektive Strana práva). V listopadu 1895 odešel na Říšské radě z Hohewartova klubu do nové poslanecké frakce Katolické lidové strany. Později byl předsedou Katolické lidové strany.
V květnu 1906 se uvádí jako jeden z 26 členů poslaneckého Klubu středu (Zentrum-Klub), který sdružoval konzervativně a katolicky orientované poslance a jehož hlavní součástí byla Katolická lidová strana. Před volbami do Říšské rady roku 1907, sloučil Katolickou lidovou stranu s Křesťansko-sociální stranou. Ve volbách roku 1907 byl opětovně zvolen do Říšské rady, za volební okrsek Horní Rakousy 11. V parlamentu zastupoval klub Křesťansko-sociální sjednocení.
Když byli ve volbách do Říšské rady roku 1911 křesťanští sociálové výrazně oslabeni a jejich parlamentní zastoupení se zmenšilo, dokázal Ebenhoch obhájit svůj mandát a stal se následně předsedou poslaneckého klubu Křesťansko-sociální strany a zůstal jím až do svého onemocnění. Byl zvolen za okrsek Horní Rakousy 11. Již na schůzi 16. listopadu 1911 nicméně byla oznámena jeho rezignace na poslanecký mandát.